# Giovan Carlo de' Medici
Giovan Carlo de' Medici, talvolta indicato come Gian Carlo (Firenze, 3 giugno 1611 – Villa di Castello, 23 gennaio 1663), è stato un cardinale italiano.

## Biografia

### Infanzia ed educazione
Secondogenito maschio del granduca di Toscana Cosimo II e di Maria Maddalena d'Austria, ebbe un'educazione parallela al fratello maggiore, il futuro Ferdinando II de' Medici e inizialmente destinato alla carriera militare.
Lo si trova infatti come Cavaliere dell'Ordine di Malta e Gran Priore di Pisa dal 1620, poi Generale del Mar Mediterraneo nel 1638.

### Carriera ecclesiastica
Passato alla carriera ecclesiastica, fu nominato cardinale da papa Innocenzo X nel concistoro del 14 novembre 1644, con la diaconia di Santa Maria Nuova (cambiata in quella di San Giorgio in Velabro dal 1656).
Nel 1655 insieme a suo zio, il cardinale Carlo de' Medici partecipò al conclave in cui Fabio Chigi fu eletto papa con il nome di Alessandro VII.
Giovan Carlo era dotato di spiccata intelligenza e gusto estetico, che lo portarono a interessarsi dell'arte in genere, collezionando voracemente quadri, sculture e tutto ciò che di bello si poteva acquistare. La vera e propria nascita di una collezione generale degli Uffizi (e della Galleria Palatina) si deve proprio al suo intervento.
Fu amante anche del teatro e fu lui che nel 1657 acquistò il terreno dove fece costruire a Ferdinando Tacca il Teatro alla Pergola, il primo teatro all'italiana (cioè con i palchetti e la platea) d'Europa, vera culla del melodramma.

### Morte e sepoltura
Morì di apoplessia nella Villa di Castello, il 23 gennaio 1663.
Nel 1857, durante una prima ricognizione delle salme dei Medici, così venne ritrovato il suo corpo: 

## Discendenza
Da Margherita Salvetti, moglie di Giannozzo di Giulio Cepparelli, ebbe un figlio illegittimo: 
- Alberto (n. 1637 ...).[2]

## Ascendenza
|                           |                        |                       | Genitori                         |  |  | Nonni |  |  | Bisnonni            |  |  | Trisnonni                 |  |
|                           |                        |                       |                                  |  |  |       |  |  | Cosimo I de' Medici |  |  | Giovanni delle Bande Nere |  |
|                           |                        |                       |                                  |  |  |       |  |  | Cosimo I de' Medici |  |  | Giovanni delle Bande Nere |  |
|                           |                        | Maria Salviati        |                                  |  |  |       |  |  | Cosimo I de' Medici |  |  |                           |  |
| Ferdinando I de' Medici   |                        |                       |                                  |  |  |       |  |  | Cosimo I de' Medici |  |  |                           |  |
|                           |                        | Eleonora di Toledo    | Pedro Álvarez de Toledo y Zúñiga |  |  |       |  |  |                     |  |  |                           |  |
|                           |                        | Eleonora di Toledo    | Pedro Álvarez de Toledo y Zúñiga |  |  |       |  |  |                     |  |  |                           |  |
|                           |                        | Eleonora di Toledo    | María Osorio y Pimentel          |  |  |       |  |  |                     |  |  |                           |  |
| Cosimo II de' Medici      |                        | Eleonora di Toledo    |                                  |  |  |       |  |  |                     |  |  |                           |  |
|                           |                        | Carlo III di Lorena   | Francesco I di Lorena            |  |  |       |  |  |                     |  |  |                           |  |
|                           |                        | Carlo III di Lorena   | Francesco I di Lorena            |  |  |       |  |  |                     |  |  |                           |  |
|                           |                        | Carlo III di Lorena   | Cristina di Danimarca            |  |  |       |  |  |                     |  |  |                           |  |
| Cristina di Lorena        |                        | Carlo III di Lorena   |                                  |  |  |       |  |  |                     |  |  |                           |  |
|                           |                        | Claudia di Valois     | Enrico II di Francia             |  |  |       |  |  |                     |  |  |                           |  |
|                           |                        | Claudia di Valois     | Enrico II di Francia             |  |  |       |  |  |                     |  |  |                           |  |
|                           |                        | Claudia di Valois     | Caterina de' Medici              |  |  |       |  |  |                     |  |  |                           |  |
| Giovan Carlo de' Medici   |                        | Claudia di Valois     |                                  |  |  |       |  |  |                     |  |  |                           |  |
|                           | Ferdinando I d'Asburgo | Filippo I d'Asburgo   |                                  |  |  |       |  |  |                     |  |  |                           |  |
|                           | Ferdinando I d'Asburgo | Filippo I d'Asburgo   |                                  |  |  |       |  |  |                     |  |  |                           |  |
|                           | Ferdinando I d'Asburgo | Giovanna di Castiglia |                                  |  |  |       |  |  |                     |  |  |                           |  |
| Carlo II d'Austria        | Ferdinando I d'Asburgo |                       |                                  |  |  |       |  |  |                     |  |  |                           |  |
|                           |                        | Anna Jagellone        | Ladislao II di Boemia            |  |  |       |  |  |                     |  |  |                           |  |
|                           |                        | Anna Jagellone        | Ladislao II di Boemia            |  |  |       |  |  |                     |  |  |                           |  |
|                           |                        | Anna Jagellone        | Anna di Foix-Candale             |  |  |       |  |  |                     |  |  |                           |  |
| Maria Maddalena d'Austria |                        | Anna Jagellone        |                                  |  |  |       |  |  |                     |  |  |                           |  |
|                           |                        | Alberto V di Baviera  | Guglielmo IV di Baviera          |  |  |       |  |  |                     |  |  |                           |  |
|                           |                        | Alberto V di Baviera  | Guglielmo IV di Baviera          |  |  |       |  |  |                     |  |  |                           |  |
|                           |                        | Alberto V di Baviera  | Maria Giacomina di Baden         |  |  |       |  |  |                     |  |  |                           |  |
| Maria Anna di Baviera     |                        | Alberto V di Baviera  |                                  |  |  |       |  |  |                     |  |  |                           |  |
|                           |                        | Anna d'Austria        | Ferdinando I d'Asburgo           |  |  |       |  |  |                     |  |  |                           |  |
|                           |                        | Anna d'Austria        | Ferdinando I d'Asburgo           |  |  |       |  |  |                     |  |  |                           |  |
|                           |                        | Anna d'Austria        | Anna Jagellone                   |  |  |       |  |  |                     |  |  |                           |  |
|                           |                        | Anna d'Austria        |                                  |  |  |       |  |  |                     |  |  |                           |  |